# Mordella himalayana
Mordella himalayana es una especie de coleóptero de la familia Mordellidae.

## Distribución geográfica
Habita en Nepal.